# Матчи женской сборной России по волейболу 1999
В 1999 году женская сборная России по волейболу приняла участие в четырёх официальных турнирах, проводимых под эгидой ФИВБ и ЕКВ.

## Турниры и матчи

### Евролига 1997/1999
| 5 июня. Москва (Россия). Россия — Украина 3:0 (15:13, 15:5, 15:5). Предварительный этап. Дивизион «А». Группа 1 |
| --- |

Россия: Морозова, Беликова, Година, Артамонова, Тищенко, Е.Василевская, Плотникова — либеро. Выход на замену: Шашкова, Чуканова, Гамова, Саргсян.

Украина: Жукова, Сергиенко, Сидоренко, Швец, Милосердова, Самсонова, Фомина — либеро. Выход на замену: ?
| 12 июня. Москва (Италия). Россия — Болгария 3:0 (15:11, 15:7, 15:3). Предварительный этап. Дивизион «А». Группа 1 |
| --- |

Россия: Морозова, Беликова, Година, Артамонова, Тищенко, Е.Василевская, Плотникова — либеро. Выход на замену: Шашкова, Гамова, Саргсян, Тебенихина.

Болгария: ???
В двух заключительных матчах Евролиги сборная России одержала победы и выиграла соревнования в 1-й группе дивизиона «А», обеспечив себе тем самым участие в чемпионате Европы 1999.

### Гран-при
| 13 августа. Куала-Лумпур (Малайзия). Россия — Южная Корея 3:2 (20:25, 19:25, 25:14, 25:21, 15:12). Предварительный этап. 1-й тур. Группа «А» |
| --- |

Россия: Беликова, Шашкова, Година, Артамонова, Тищенко, Е.Василевская, Морозова — либеро.

Южная Корея: ???
| 14 августа. Куала-Лумпур (Малайзия). Россия — Япония 3:0 (25:16, 25:13, 25:17). Предварительный этап. 1-й тур. Группа «А» |
| --- |

Россия: Беликова, Шашкова, Година, Артамонова, Тищенко, Е.Василевская, Морозова — либеро. Выход на замену: Плотникова, Гамова.

Япония: ???
| 15 августа. Куала-Лумпур (Малайзия). Россия — Куба 3:2 (23:25, 22:25, 25:19, 25:22, 15:13). Предварительный этап. 1-й тур. Группа «А» |
| --- |

Россия: Беликова, Шашкова, Година, Артамонова, Тищенко, Е.Василевская, Морозова — либеро.

Куба: ???
| 20 августа. Фэншань (Тайвань). Россия — Япония 3:2 (25:17, 21:25, 25:19, 19:25, 15:13). Предварительный этап. 2-й тур. Группа «С» |
| --- |

Россия: Беликова, Шашкова, Година, Артамонова, Тищенко, Е.Василевская, Морозова — либеро. Выход на замену: Гамова.

Япония: ???
| 21 августа. Фэншань (Тайвань). Россия — Нидерланды 3:1 (19:25, 25:17, 25:10, 25:20). Предварительный этап. 2-й тур. Группа «С» |
| --- |

Россия: Беликова, Шашкова, Година, Артамонова, Тищенко, Е.Василевская, Морозова — либеро. Выход на замену: Гамова, Сенникова.

США: ???
| 22 августа. Фэншань (Тайвань). Россия — Китай 3:1 (25:18, 25:16, 23:25, 25:16). Предварительный этап. 2-й тур. Группа «С» |
| --- |

Россия: Беликова, Шашкова, Година, Артамонова, Тищенко, Е.Василевская, Морозова — либеро.

Китай: ???
| 27 августа. Юйси (Китай). Россия — Китай 3:1 (25:16, 16:25, 26:24, 25:22). Финальный этап. Полуфинал |
| --- |

Россия: Беликова, Шашкова, Година, Артамонова, Тищенко, Е.Василевская, Морозова — либеро. Выход на замену: Сенникова, Саргсян.

Китай: ???
| 28 августа. Юйси (Китай). Россия — Бразилия 3:0 (25:23, 25:22, 25:20). Финальный этап. Финал |
| -------------------------------------------------------------------------------------------- |

Россия: Беликова, Шашкова, Година, Артамонова, Тищенко, Е.Василевская, Морозова — либеро. Выход на замену: Сенникова.

Бразилия: ???
На предварительной стадии очередного розыгрыша Гран-при сборная России заняла 2-е место и вышла в финальный этап турнира. Финальный раунд как и годом ранее был разыгран по системе плей-офф между четырьмя командами. Обыграв в полуфинале хозяек соревнований сборную Китая и в финале Бразилию, российская национальная команда во второй раз в своей истории стала победителем Гран-при.

### Чемпионат Европы
| 20 сентября. Рим (Италия). Россия — Нидерланды 3:0 (26:24, 25:11, 25:20). Предварительный этап. Группа «А» |
| --- |

Россия: Беликова, Шашкова, Година, Артамонова, Тищенко, Е.Василевская, Морозова — либеро. Выход на замену: ?

Нидерланды: ???
| 21 сентября. Рим (Италия). Россия — Румыния 3:0 (25:17, 25:18, 25:20). Предварительный этап. Группа «А» |
| --- |

Россия: Беликова, Шашкова, Година, Артамонова, Тищенко, Е.Василевская, Морозова — либеро. Выход на замену: ?

Румыния: ???
| 22 сентября. Рим (Италия). Россия — Италия 3:1 (22:25, 25:21, 27:25, 25:19). Предварительный этап. Группа «А» |
| --- |

Россия: Беликова (8 очков), Шашкова (22), Година (15), Артамонова (19), Тищенко (17), Е.Василевская, Морозова — либеро. Выход на замену: Гамова.

Италия: Риньери, Леджери, Тогут, Бертини, Галастри, Каччатори, Брагалья — либеро. Выход на замену: Паджи, Джоли, Беккариа, Ло Бьянко.
| 24 сентября. Рим (Италия). Россия — Германия 3:0 (25:14, 25:9, 25:16). Полуфинал |
| -------------------------------------------------------------------------------- |

Россия: Беликова (6), Шашкова (10), Година (15), Артамонова (14), Тищенко (8), Е.Василевская (2), Морозова — либеро.

Германия: Харт, Ролл, Бенеке, Флемиг, Грюн, Сильвестер, Черлих - либеро. Выход на замену: Вилке-Наст, Дёмеланд, Мазер, Тумм.
| 25 сентября. Рим (Италия). Россия — Хорватия 3:0 (25:18, 25:19, 25:12). Финал |
| ----------------------------------------------------------------------------- |

Россия: Беликова (9), Шашкова (14), Година (11), Артамонова (6), Тищенко (15), Е.Василевская (4), Морозова — либеро.

Хорватия: Лето, Лихтенштейн, Кузманич, Елич, Рибичич, Римац, Сискович — либеро.
Победив своих соперников во всех пяти проведённых на турнире матчах, сборная России в третий раз в своей истории и во второй раз подряд выиграла титул чемпионов Европы. Четырёхкратной чемпионкой континента стала Наталья Морозова (впервые в составе сборной СССР в 1991 году), Евгения Артамонова и Елизавета Тищенко — трёхкратными, а Елена Година, Елена Василевская, Анастасия Беликова, Наталья Сафронова и Ирина Тебенихина — двукратными победительницами европейского первенства.

### Кубок мира
| 2 ноября. Токио (Япония). Россия — США 3:0 (25:20, 25:17, 25:19). |
| ----------------------------------------------------------------- |

Россия: Беликова (7), Шашкова (18), Година (8), Артамонова (7), Тищенко (14), Е.Василевская (2), Морозова — либеро. Выход на замену: Саргсян (2), Гамова (2).

США: Тагалоа, Сэнси, Харли, Норьега, Уистон, Скотт, Сикора — либеро. Выход на замену: Земайтис, А Моу.
| 3 ноября. Токио (Япония). Россия — Южная Корея 3:1 (25:16, 25:20, 23:25, 25:23). |
| -------------------------------------------------------------------------------- |

Россия: Беликова (10), Шашкова (26), Година (22), Артамонова (17), Тищенко (11), Е.Василевская (2), Морозова — либеро.

Южная Корея: Гу Мин Чжон, Ган Хе Ми, Чжан Со Ён, Чжан Ён Хи, Пак Ми Гён, Пак Со Чжон, Чхве Гван Хи — либеро. Выход на замену: Ли Юн Хи, Ким Са Ни, Хон Чжи Ён, Чжон Сон Хе.
| 4 ноября. Токио (Япония). Россия — Италия 3:0 (25:22, 27:25, 25:23). |
| -------------------------------------------------------------------- |

Россия: Беликова (7), Шашкова (17), Година (7), Артамонова (19), Тищенко (10), Е.Василевская (2), Морозова — либеро. Выход на замену: Гамова.

Италия: Паджи, Каччатори, Риньери, Леджери, Тогут, Пиччинини, Маринелли — либеро. Выход на замену: Джоли, Ло Бьянко, Бертини.
| 6 ноября. Саппоро (Япония). Россия — Аргентина 3:1 (25:12, 25:19, 31:33, 25:14). |
| -------------------------------------------------------------------------------- |

Россия: Беликова (10), Шашкова (24), Година (17), Артамонова (18), Тищенко (14), Е.Василевская (5), Морозова — либеро. Выход на замену: Гамова (2).

Аргентина: Мульер, Ансалди, Ре, Конде, Крузо, Костагранде, Костолник — либеро. Выход на замену: Бансон, Ламас, Скакки, Винсенте.
| 7 ноября. Саппоро (Япония). Россия — Япония 3:1 (25:15, 25:22, 23:25, 25:18). |
| ----------------------------------------------------------------------------- |

Россия: Беликова (7), Шашкова (20), Година (9), Артамонова (31), Тищенко (16), Е.Василевская (2), Морозова — либеро.

Япония: Итабаси, Кумамаэ, Судзуки, Мицунага, Огаке, Это, Цукумо — либеро. Выход на замену: Онуки, Сасаки, Сакураи, Тадзими.
| 10 ноября. Сендай (Япония). Россия — Перу 3:0 (25:19, 25:17, 25:21). |
| -------------------------------------------------------------------- |

Россия: Беликова (6), Шашкова (20), Година (2), Артамонова (13), Тищенко (13), Е.Василевская (2), Морозова — либеро. Выход на замену: Саргсян (3), Гамова (1), Сенникова.

Перу: Роса, Милагрос, Юлисса, Патти, Наталья, Лейла, Ирис — либеро.
| 11 ноября. Сендай (Япония). Россия — Тунис 3:0 (25:13, 25:18, 25:12). |
| --------------------------------------------------------------------- |

Россия: Беликова (4), Шашкова (11), Година (11), Артамонова (13), Тищенко (6), Е.Василевская (2), Морозова — либеро. Выход на замену: Саргсян (7), Сенникова.

Тунис: Рихани, Рафрари, Судани, Ребаи, Дрид, Брик, Аяри — либеро.
| 12 ноября. Сендай (Япония). Россия — Хорватия 3:0 (25:22, 25:10, 25:17). |
| ------------------------------------------------------------------------ |

Россия: Шашкова (17), Година (16), Артамонова (8), Тищенко (11), Е.Василевская (4), Саргсян (3), Морозова — либеро. Выход на замену: Беликова (4).

Хорватия: Рибичич, Лихтенштейн, Кузманич, Елич, Сискович, Каштелан, Даничич — либеро. Выход на замену: Поляк.
| 14 ноября. Нагоя (Япония). Россия — Китай 3:1 (25:23, 15:25, 25:13, 25:17). |
| --------------------------------------------------------------------------- |

Россия: Беликова (9), Шашкова (15), Година (10), Артамонова (19), Тищенко (14), Е.Василевская (2), Морозова — либеро. Выход на замену: Сенникова.

Китай: Ву Юнмэй, Чжу Юньин, Сунь Юэ, Чэнь Цзин, Цю Айхуа, Ван Лина, Чжоу Сухун — либеро. Выход на замену: Ли Шань, Хэ Ци.
| 15 ноября. Нагоя (Япония). Россия — Бразилия 3:2 (21:25, 25:20, 25:17, 22:25, 15:9). |
| ------------------------------------------------------------------------------------ |

Россия: Беликова (5), Шашкова (20), Година (16), Артамонова (28), Тищенко (14), Е.Василевская (2), Морозова — либеро.

Бразилия: Карин, Фофао, Вирна, Жанина, Лейла, Эрика, Рикарда — либеро. Выход на замену: Элизанжела, Жизель.
| 16 ноября. Нагоя (Япония). Россия — Куба 0:3 (19:25, 15:25, 19:25). |
| ------------------------------------------------------------------- |

Россия: Беликова (4), Шашкова (14), Година (14), Артамонова (3), Тищенко (7), Е.Василевская, Морозова — либеро. Выход на замену: Саргсян.

Куба: Фернандес, Коста, Бель, Франсия, Агуэро, Руис, Меса — либеро.
Сборная России впервые приняла участие в розыгрыше Кубка мира, который как и ранее проводился по круговой системе с участием 12 сборных, квалифицировавшихся в турнир в основном по итогам континентальных чемпионатов. Российские волейболистки одержали 10 побед подряд, но поражение в заключительном матче от сборной Кубы оставило россиянок на втором месте. Тем не менее «серебряный» итог розыгрыша дал России путёвку на Олимпиаду-2000.

## Итоги
Всего на счету сборной России в 1999 году 26 официальных матчей. Из них выиграно 25, проигран 1. Соотношение партий 75:19. Соперниками россиянок в этих матчах были национальные сборные 16 стран.
| Турнир           | И  | В  | П | С/О  | Место |
| ---------------- | -- | -- | - | ---- | ----- |
| Евролига         | 2  | 2  | 0 | 6:0  | 1-е   |
| Гран-при         | 8  | 8  | 0 | 24:9 | 1-е   |
| Чемпионат Европы | 5  | 5  | 0 | 15:1 | 1-е   |
| Кубок мира       | 11 | 10 | 1 | 30:9 | 2-е   |

## Состав
В скобках после количество игр указано число матчей, проведённых волейболисткой в стартовом составе + в качестве либеро.
| №  | Игрок              | Год рождения | Амплуа             | Клуб       | Турниры и игры | Турниры и игры | Турниры и игры | Турниры и игры | Всего матчей |
| №  | Игрок              | Год рождения | Амплуа             | Клуб       | ЕЛ             | ГП             | ЧЕ             | КМ             | Всего матчей |
| -- | ------------------ | ------------ | ------------------ | ---------- | -------------- | -------------- | -------------- | -------------- | ------------ |
| 1  | Ирина Тебенихина   | 1978         | центральная        | «Уралочка» | 1              |                | 1              |                | 2            |
| 2  | Наталья Морозова   | 1973         | нападающая, либеро | «Уралочка» | 2 (2)          | 8 (0+8)        | 5 (0+5)        | 11 (0+11)      | 26 (2+24)    |
| 3  | Анастасия Беликова | 1979         | центральная        | «Уралочка» | 2 (2)          | 8 (8)          | 5 (5)          | 11 (10)        | 26 (25)      |
| 4  | Елена Плотникова   | 1978         | либеро, нападающая | «Уралочка» | 2 (0+2)        | 1              | 1              |                | 4 (0+2)      |
| 5  | Любовь Шашкова     | 1977         | нападающая         | «Уралочка» | 2              | 8 (8)          | 5 (5)          | 11 (11)        | 26 (24)      |
| 6  | Елена Година       | 1977         | нападающая         | «Уралочка» | 2 (2)          | 8 (8)          | 5 (5)          | 11 (11)        | 26 (26)      |
| 8  | Евгения Артамонова | 1975         | нападающая         | «Уралочка» | 2 (2)          | 8 (8)          | 5 (5)          | 11 (11)        | 26 (26)      |
| 9  | Елизавета Тищенко  | 1975         | центральная        | «Уралочка» | 2 (2)          | 8 (8)          | 5 (5)          | 11 (11)        | 26 (26)      |
| 10 | Елена Василевская  | 1978         | связующая          | «Уралочка» | 2 (2)          | 8 (8)          | 5 (5)          | 11 (11)        | 26 (26)      |
| 11 | Ольга Чуканова     | 1980         | связующая          | «Уралочка» | 1              |                |                |                |              |
| 13 | Инесса Саргсян     | 1975         | центральная        | «Уралочка» | 2              | 1              |                | 5 (1)          | 8 (1)        |
| 15 | Екатерина Гамова   | 1980         | нападающая         | «Уралочка» | 2              | 3              | 2              | 4              | 11           |
| 16 | Елена Сенникова    | 1979         | связующая          | «Уралочка» |                | 3              | 1              | 3              | 7            |

- Главный тренер — Николай Карполь.
- Тренер — Валентина Огиенко.

Всего в 1999 году в составе сборной России в официальных турнирах играли 13 волейболисток.

## Другие турниры
Кроме официальных соревнований сборная России приняла участие двух международных турнирах — Bremen Cup в Бремене (Германия) и Volley Masters в Монтрё (Швейцария). Результаты сборной России:
- Bremen Cup. 7—10 января.  Бремен

Групповой этап — Австралия 3:0, Германия 3:0.
Полуфинал — Куба 3:0. Финал — Италия 3:1. Итог — 1-е место.
- Volley Masters. 23—27 июня.  Монтрё

Групповой этап — Канада 3:0, Куба 0:3, Италия 1:3.
Полуфинал за 5-8 места — Япония 3:1. Матч за 5-е место — Канада 3:1. Итог — 5-е место.